# Allium chrysantherum
Allium chrysantherum — вид трав'янистих рослин родини амарилісові (Amaryllidaceae), поширений у Західній Азії.

## Опис
Цибулина яйцеподібна або круглої форми, діаметром до 4 см. Стебло 50–80 см. Листків 6–8, лінійно-ременеподібні, завширшки 5–30 мм. Зонтик півсферичний, діаметром 3–5 см, багатоквітковий, густий. Оцвітина зовнішніх квітів жовтуватого або зеленуватого кольору, внутрішніх — пурпурного кольору або всі квіти жовтуватого або зеленуватого кольору; сегменти лінійно-шилоподібної форми, 2.5–4 мм, ледь помітні в кінці періоду цвітіння. Пиляки золотисто-жовті або темно-пурпурно-зелені, 1.5–2 мм. Зав'язь зелена або чорна. Коробочка 5–6 мм.
Час цвітіння: травень і червень.

## Поширення
Поширення: Іран, Ірак, Ліван, Сирія, Палестина, Закавказзя, Туреччина.
Населяє круті береги тераси роси, серед Quercus infectoria та Juniperus, трав'янисті місця, поля, 800–2150 м.